# Canon EOS 1000D

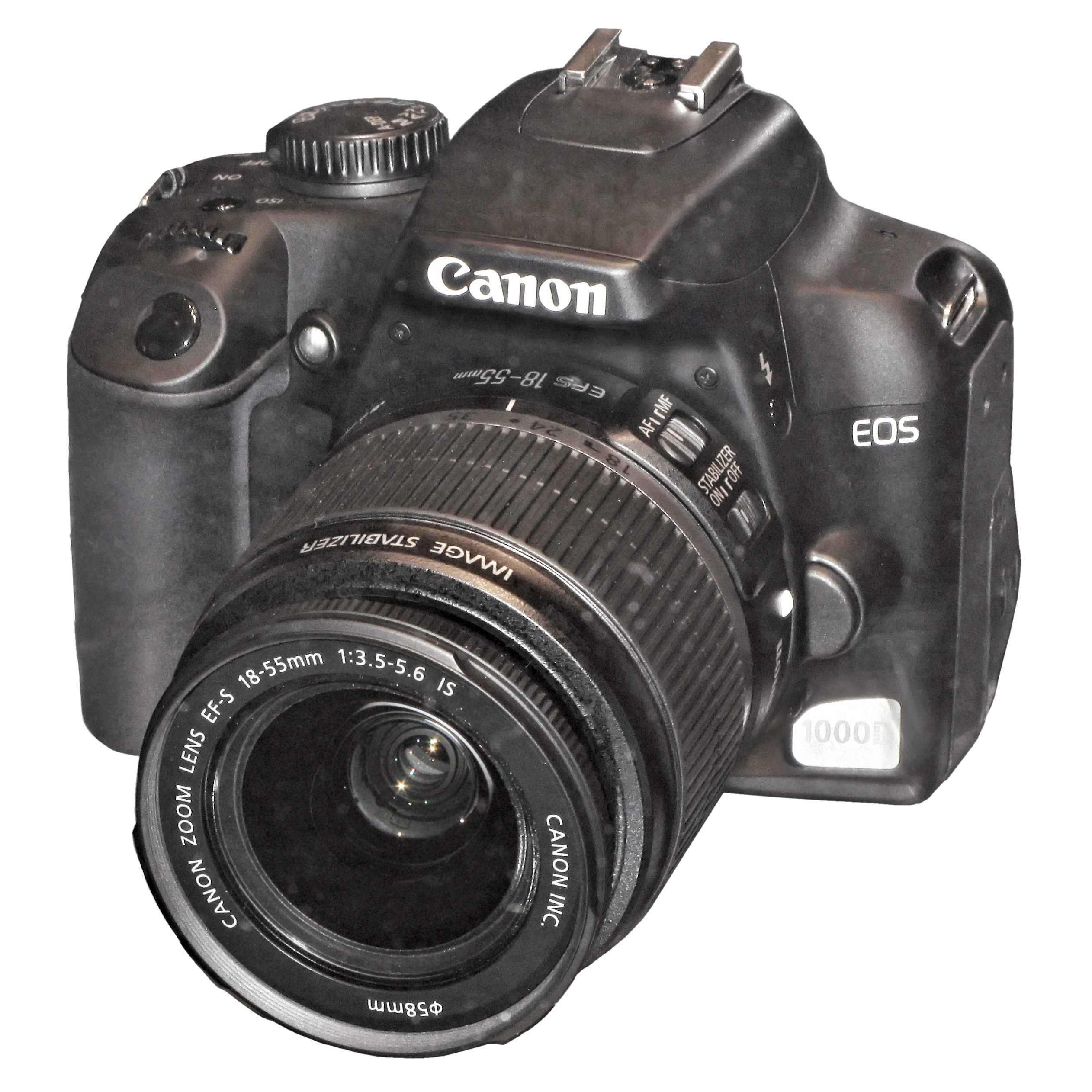
Canon EOS 1000D

Canon EOS 1000D é uma DSLR de 10,1 magapixels da Canon. É conhecida como EOS Kiss F no Japão e EOS Rebel XS nos Estados Unidos e no Canadá.
Contando com alta velocidade, chegando a três fotos por segundo no modo de foto contínua, possui sete pontos de Autofocus.